# Isognathus scyron
Isognathus scyron är en fjärilsart som beskrevs av Walker 1856. Isognathus scyron ingår i släktet Isognathus och familjen svärmare. Inga underarter finns listade i Catalogue of Life.

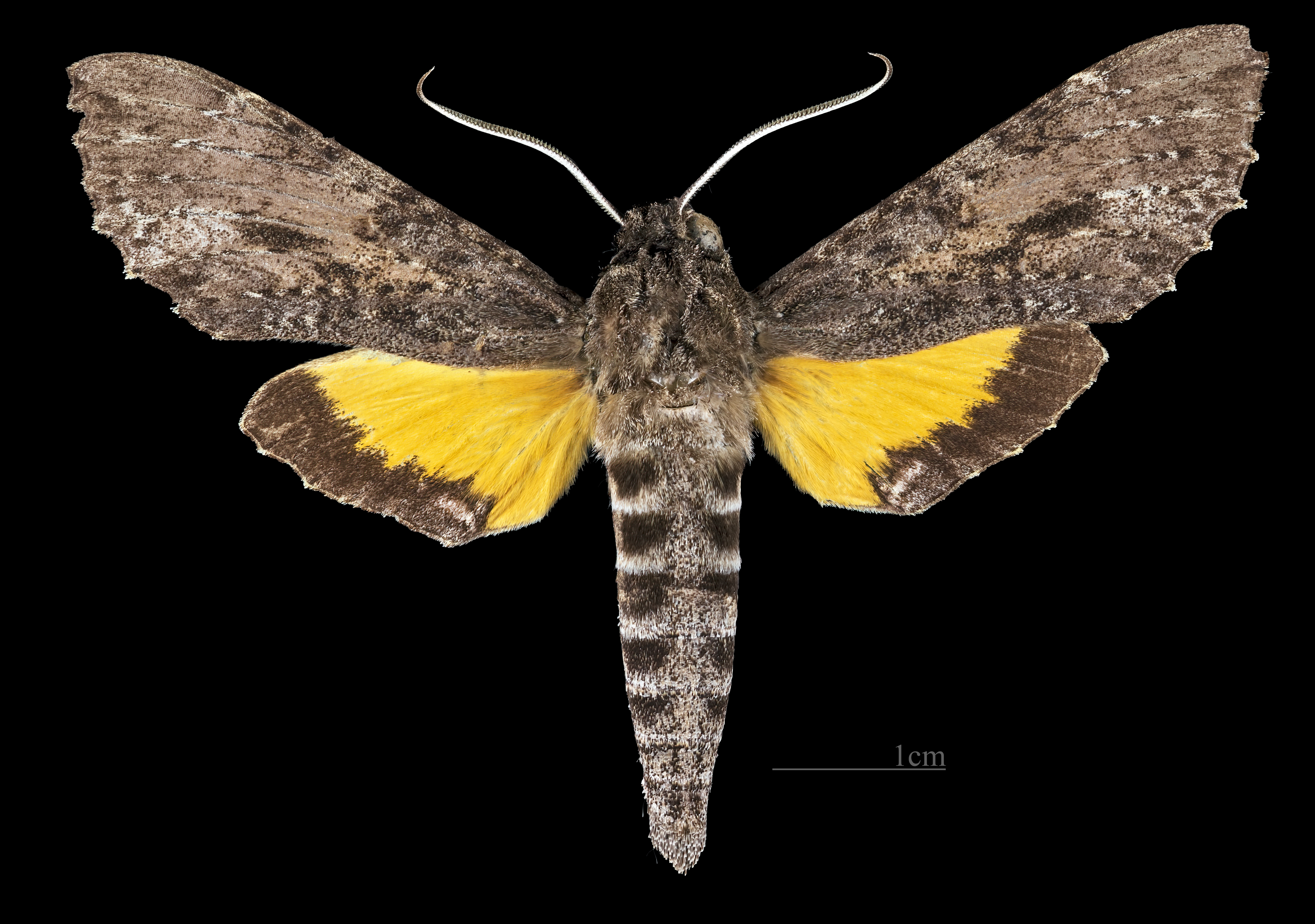
Isognathus scyron ♂
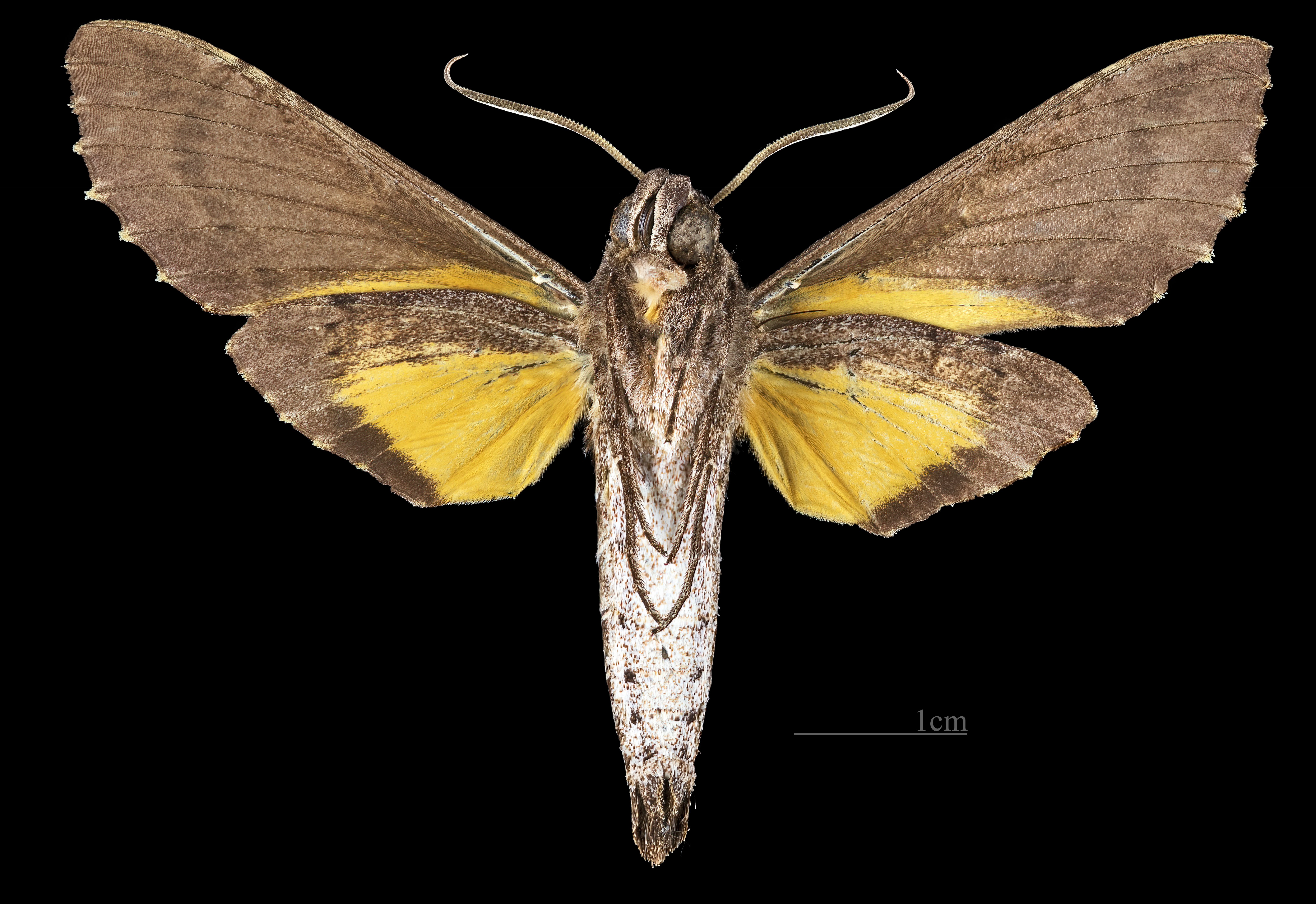
Isognathus scyron ♂   △
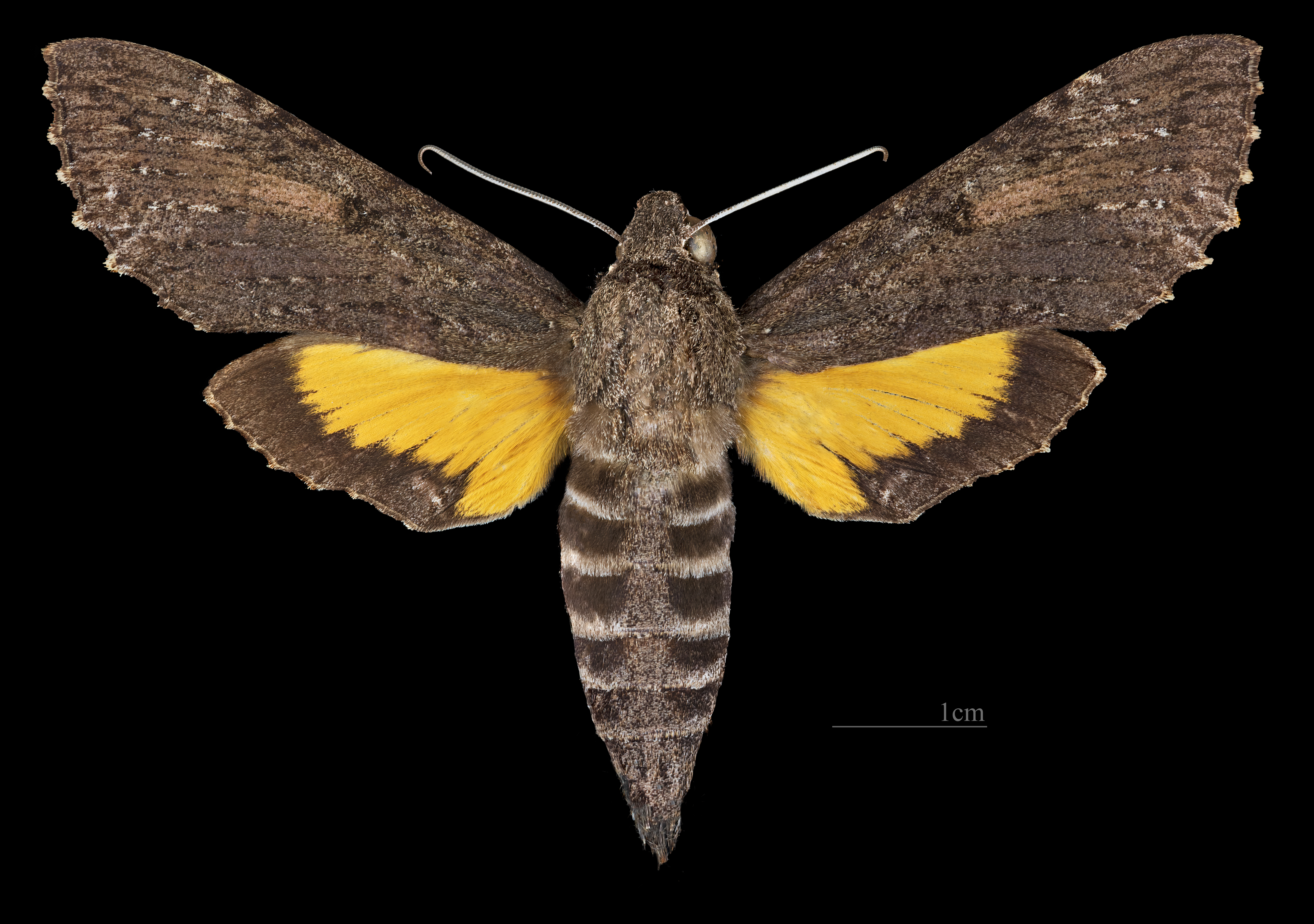
Isognathus scyron  ♀
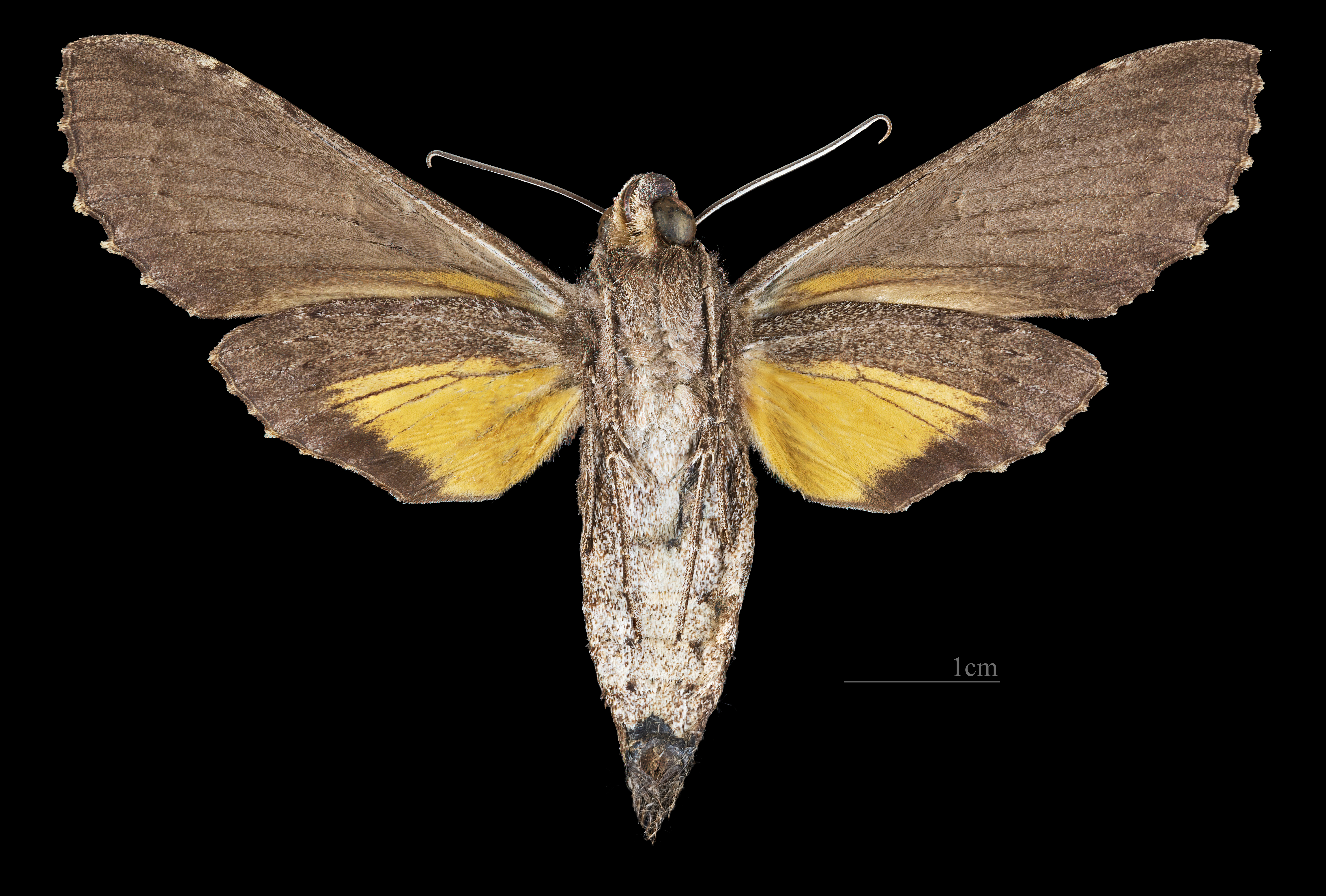
Isognathus scyron  ♀ △